# Johann Haßlwanter
Johann Haßlwanter (5. května 1805 Innsbruck – 15. června 1869 Innsbruck) byl rakouský právník a politik německé národnosti, v 2. polovině 19. století poslanec Říšské rady a zemský hejtman Tyrolska.

## Biografie
Jeho otec byl panský kočí. Johann studoval práva na Innsbrucké univerzitě. Roku 1829 získal titul doktora práv. Pracoval pak jako úředník na fiskálním úřadu v Innsbrucku. Od roku 1832 působil v advokátní kanceláři v Lienzu, od roku 1837 v Innsbrucku. Jako suplent vyučoval na místní právnické fakultě. Během revolučního roku 1848 byl členem zemské deputace. V květnu 1848 ho voliči v regionu Unterpustertal zvolili do celoněmeckého Frankfurtského parlamentu. Již v červnu 1848 ale na mandát rezignoval. Byl totiž ve volbách roku 1848 zvolen na rakouský ústavodárný Říšský sněm. Zastupoval volební obvod Silian v Tyrolsku. Uvádí se jako advokát. Patřil ke sněmovní levici. V Říšském sněmu byl činný ve výboru pro reformu pozemkové daně v souvislosti se zrušením poddanství a byl v této otázce referentem pro Tyrolsko a Vorarlbersko. Roku 1849 byl pro své znalosti jmenován dvorním radou a generálním prokurátorem v Innsbrucku. Po zrušení této funkce byl 13. prosince 1853 jmenován státním návladním u vrchního zemského soudu v Innsbrucku.
Po obnovení ústavní vlády se zapojil do politiky. Od dubna 1861 byl poslancem Tyrolského zemského sněmu, kde od počátku vystupoval jako jeden z předáků konzervativní katolické strany a odmítal narušení katolického charakteru země liberálními ústavními reformami. Zemský sněm ho roku 1864 delegoval i do Říšské rady (tehdy ještě volené nepřímo) za Tyrolsko (kurie měst a obchodních a živnostenských komor). 12. listopadu 1864 složil slib.
V květnu 1861 se stal náměstkem zemského hejtmana a 15. února 1867 se stal zemským hejtmanem. Funkci zastával do své smrti. Zasadil se o zřízení zemské domobrany.